# Kanton Nogaro
Kanton Nogaro (fr. Canton de Nogaro) je francouzský kanton v departementu Gers v regionu Midi-Pyrénées. Skládá se z 26 obcí.

## Obce kantonu
- Arblade-le-Haut
- Bétous
- Bourrouillan
- Caupenne-d'Armagnac
- Cravencères
- Espas
- Lanne-Soubiran
- Laujuzan
- Le Houga
- Loubédat
- Luppé-Violles
- Magnan
- Manciet
- Monguilhem
- Monlezun-d'Armagnac
- Mormès
- Nogaro
- Perchéde
- Sainte-Christie-d'Armagnac
- Saint-Griède
- Saint-Martin-d'Armagnac
- Salles-d'Armagnac
- Sion
- Sorbets
- Toujouse
- Urgosse